# Urbano Cioccetti
Urbano Cioccetti (Roma, 26 novembre 1905 – Roma, 9 maggio 1978) è stato un avvocato e politico italiano, sindaco democristiano di Roma dal 1958 al 1961.

## Biografia
Durante il periodo della guerra, Urbano Cioccetti presta la sua opera presso l’«Ufficio Informazioni Vaticano», voluto da Pio XII nel 1939, istituito presso la Segreteria di Stato agli inizi di quella che sarebbe stata un’immane tragedia mondiale. Il suo scopo era quello di mettere in contatto le famiglie smembrate dal conflitto e venire incontro alle innumerevoli richieste relative ai profughi, ai dispersi, ai prigionieri militari e civili, e alle vittime della guerra, e assicurare loro assistenza spirituale e materiale. Una gigantesca opera di reperimento di notizie delle persone che la guerra separava. L’Ufficio era sotto lo stretto e vigile coordinamento dell’allora Sostituto della Segreteria di Stato Monsignor Giovanni Battista Montini. Il rapporto che Urbano Cioccetti instaurerà con il futuro Papa, si manterrà inalterato nel tempo, anche durante il suo pontificato.
I volontari scelti tra i giovani dell’Azione Cattolica (di cui Urbano Cioccetti faceva parte), non percepivano alcun stipendio.
Ebbe la carica onorifica di cameriere di cappa e spada da Pio XII, e fu membro del consiglio di amministrazione dell'”Istituto di credito finanziario”, a capitale vaticano; amministratore del patrimonio dei marchesi del Gallo di Roccagiovine.
Fu inoltre vicepresidente dell'Azione Cattolica e presidente dell'O.N.M.I.; per quest'ultimo ente ideò le “Giornate nazionali della madre e del bambino”, coincidenti con la festa della Epifania, e realizzò “Case” per l'assistenza medica della maternità e del bambino; lanciò editorialmente la rivista per genitori “Nostro figlio”.

### Assessore al personale al comune di Roma
Eletto consigliere comunale nel 1946 nominato assessore nella giunta guidata da Salvatore Rebecchini, attuò la prima organica sistemazione del personale e degli uffici del Comune di Roma, dopo il conflitto bellico. Fu istituita per sua volontà una commissione consiliare dove parteciparono anche esponenti della sinistra, tra cui il consigliere Turchi, già assessore nell’amministrazione Doria Pamphilji e grande tecnico e conoscitore dei problemi di Roma.
La riforma nel suo complesso fu di dimensioni epocali. Ancora oggi, al netto degli adeguamenti che via via sono stati operati negli anni con il cambiare e l’estendersi della città, buona parte della struttura amministrativa capitolina funziona secondo quella riforma.
La riforma non solo fu apprezzata dai romani per la qualità e quantità dei servizi offerti, ma anche dagli stessi dipendenti comunali che riconobbero la validità dell’iniziativa. Gli “straordinaristi” del Comune di Roma, come veniva chiamato il personale avventizio e straordinario, offrirono la medaglia d’oro ad Urbano Cioccetti, in segno di riconoscimento dell’opera da lui svolta per la riforma organica e per la sistemazione del personale.
La cerimonia si svolse il 24 ottobre del 1955 presso la sala Borromini, alla presenza di una larga rappresentanza del personale e di molti consiglieri.

### L'elezione a sindaco e la rinuncia a commemorare la Liberazione di Roma
Il 27 dicembre 1957, il sindaco di Roma, Umberto Tupini, si dimise dalla carica, avendo deciso di presentarsi alle elezioni per il rinnovo del Senato indette nella primavera del 1958. Urbano Cioccetti, consigliere comunale dal 1946 e assessore delegato (ossia vicesindaco) dal giugno 1956, fu proposto dalla Democrazia Cristiana quale successore del sindaco dimissionario. Cioccetti fu eletto l'8 gennaio 1958 con i voti della DC, del PLI, del PSDI (tranne Saragat, assente), e con quelli determinanti dei monarchici e del MSI. I socialdemocratici preferirono non far parte della giunta, mentre i repubblicani votarono con le sinistre il consigliere radicale Leone Cattani. La commistione dei voti socialdemocratici con quelli monarchici e missini ebbe l'effetto di provocare le proteste di alcuni autorevoli esponenti del PSDI.
L'appoggio esterno dei partiti di destra alla Giunta Cioccetti era stato contrattato politicamente, come affermò il 15 gennaio successivo il capogruppo del MSI Aureli e comprendeva la rinuncia a commemorare il quindicesimo anniversario della Liberazione di Roma dai nazi-fascisti, il 4 giugno 1959. Fu lo stesso Cioccetti a dare l'annuncio ufficiale di tale scelta, in risposta ad una interrogazione consiliare, alcuni giorni precedenti la ricorrenza. Tale scelta, tuttavia, isolò politicamente Cioccetti anche all'interno del suo partito; e ciò si evinse dalle dichiarazioni dei suoi colleghi della Camera e del Senato, quando i due rami del Parlamento, contrariamente al Comune di Roma, commemorarono solennemente l'evento. Inoltre, Cioccetti dovette resistere all'iniziativa dell'opposizione di sinistra, che presentò in Consiglio comunale una mozione di sfiducia; tale richiesta fu respinta il 23 giugno 1959.
Urbano Cioccetti rispose esponendosi in prima persona, attraverso una ferma replica che pronunciò in consiglio comunale, al ritorno dal suo viaggio a Parigi, pochi giorni dopo le manifestazioni di protesta cittadina. Tra lo sconcertato e il deluso, espresse chiaramente come andarono le cose.
In merito alla “fuga” ci tenne a ribadire: “Il Sindaco non è fuggito perché egli non si sottrae mai, come non si è mai sottratto nella sua vita, da soldato e da cittadino, all’adempimento dei suoi compiti e all’onere delle sue responsabilità”.
Il 4 giugno andò a Parigi, e nella sede dell’Ambasciata Italiana rese omaggio al presidente del consiglio comunale di Parigi (dal 1871 al 1977 la capitale francese è stata amministrata dal prefetto) che a suo tempo era stato ospite a Roma nel quadro del “gemellaggio” fra le due città. “Avevo comunicato il mio viaggio a tutti i capigruppo e informato le agenzie di stampa circa un mese prima”.
Smentita la falsa notizia della fuga, Urbano Cioccetti entrò in merito alla celebrazione dell’anniversario: “Come è noto l’amministrazione ha partecipato in posizione eminente. Il rappresentante della Giunta si è trovato alla Storta (per commemorare l’eccidio dove furono uccisi 14 detenuti del carcere di via Tasso) senza che ci fossero i rappresentanti ufficiali di altre forze politiche, così com’è capitato stamattina, quando ho deposto una corona sul cippo che ricorda il sacrificio di Giacomo Matteotti”.2
Il Sindaco continuò: “La giunta non ravvisava necessarie ulteriori iniziative e, del resto, nessuno le ha proposte”… “Attribuire delle responsabilità a me è stata una maligna e gratuita offesa, oltre tutto volutamente immemore delle mie ripetute professioni di fede morale e politica, quale feci, ad esempio, il 24 marzo scorso, trovandomi alle Fosse Ardeatine, non per la prima volta in veste di Sindaco, poiché proprio in quel luogo mi ero recato lo stesso giorno del mio insediamento e altre volte in seguito”.
Le cose andarono in questo modo. Il 29 maggio, alcuni consiglieri dell’opposizione presentarono una interrogazione per sapere se la giunta si apprestava a celebrare con particolare solennità il quindicesimo anniversario della liberazione della Capitale dal terrore nazifascista. Sapevano che una cerimonia commemorativa si sarebbe svolta come ogni anno davanti al Sacrario dei 14 caduti della Storta, fucilati per mano nazista, peraltro sistemato e riammodernato dalla giunta Cioccetti.
La domanda dei consiglieri era tesa a capire se ci sarebbero state manifestazioni “eccezionali” per ricordare il quindicennale. Il sindaco ritenne che quindici anni non erano sufficienti a giustificare la “particolare solennità”. Ricordò anche agli interroganti, che durante la commemorazione del decennale del 4 giugno di 5 anni prima (1954), nessuno dei consiglieri dei partiti che adesso chiedevano a gran voce la celebrazione, si erano alzati dagli scanni per dire poche parole celebrative sulla ricorrenza.

### Le politiche urbanistiche dell'amministrazione Cioccetti
Il 27 giugno 1958 la Giunta Cioccetti ripresentò in Consiglio comunale la variante urbanistica che avrebbe autorizzato la realizzazione del gigantesco albergo Hilton su un'area della Società Generale Immobiliare, a Monte Mario. L'operazione, che aveva segnato fra le polemiche l'epilogo della lunga gestione della Capitale del sindaco Salvatore Rebecchini, era stata accantonata dal successore Umberto Tupini. Il 23 settembre 1958, l'assemblea capitolina approvò a maggioranza la variante e, una volta rilasciata la licenza edilizia, i lavori del mega albergo si conclusero nel 1963.
Nel frattempo la Giunta, con la collaborazione dell'Ufficio speciale per il nuovo piano regolatore (USNPR), provvedeva a rielaborare il progetto di piano che, commissionato dalla amministrazione Rebecchini ad una commissione di novanta esponenti dell'ambiente politico, accademico e professionale (la "Grande commissione") supportata dall'USNPR, era stato consegnato al sindaco allo stato di schema alla fine del 1957. Il programma dei lavori prevedeva che gli studi proseguissero a cura del comitato di esperti (il "CET.", i cui membri erano stati designati in seno alla stessa "Grande commissione" che aveva elaborato lo schema. Ma il 26 giugno 1958 il consiglio comunale approvò un ordine del giorno (il cosiddetto "o.d.g. Lombardi") che dava mandato alla giunta e ai tecnici comunali di redigere il piano, by-passando le associazioni professionali e quelle fra gli urbanisti. Il piano fu presidposto nel giro di un anno. Le modifiche riguardarono soprattutto il ridimensionamento delle aree direzionali e delle previsiioni di espansione ad est della città, a vantaggio dell'EUR e della direttrice Via Cristoforo Colombo-mare; si lasciava inoltre indeterminato il quadro delle espansioni nell'agro romano, rinunciando a richiedere l'apposizione di vincoli paesaggistici. Il piano, come sopra rielaborato, fu adottato dal consiglio comunale il 24 giugno 1959, e inviato per la sua approvazione al Ministero dei lavori pubblici, che aveva a disposizione tre anni di tempo per approvarlo definitivamente. Infatti, la normativa all'epoca vigente assegnava all'applicazione delle cosiddette “norme di salvaguardia” a tutela dei vincoli imposti dal piano adottato un termine di tre anni dall'adozione di quest'ultimo.
Tuttavia, l'adozione a pochi mesi dal 1960 del nuovo piano regolatore e la possibilità di avvalersi delle norme del piano regolatore del 1931 allora in vigore fecero sì che alcuni notevoli interventi infrastrutturali dagli effetti dirompenti sullo sviluppo urbanistico della città furono messi in cantiere. In vista dell'allestimento dei Giochi della XVII Olimpiade, infatti, il parlamento aveva rifinanziato più volte la cosiddetta “legge Pella” (provvedimenti straordinari per Roma). Di qui la fretta e l'improvvisazione che portò, nel caso dell'apertura della via Olimpica, alla realizzazione di tratti in variante al piano del 1931, spesso ad andamento irregolare (curve ad angolo retto, improvvisi restringimenti della carreggiata, eccetera), con il taglio di Villa Doria Pamphilj e la demolizione della chiesetta del Bel Respiro. Furono così realizzati, tra l'altro, il Villaggio olimpico e il viadotto di corso Francia. Il piano regolatore adottato nel 1959 fu respinto nel 1961 dal Consiglio Superiore dei Lavori Pubblici.
Alcuni sostennero che dietro alla scelta di espandere la città verso sud vi fosse un disegno per favorire la famiglia Roccagiovine, che nella zona possedeva parecchi terreni, e di cui Urbano Cioccetti era stato amministratore. Ma la polemica si sgonfiò quando si scoprì che la stessa famiglia possedeva addirittura più terreni, distribuiti a macchia d’olio, nella zona ad est, quella che, secondo le forze d’opposizione, sarebbe dovuta essere la naturale espansione di Roma. Si seppe infine che Cioccetti non aveva mai amministrato le proprietà extra-urbane della famiglia di Roccagiovine e quest’ultimo argomento chiuse ogni polemica.
L’avversione del “piano Cioccetti” all’espansione ad est, nell’agro romano, ai piedi dei Colli Albani, fu motivata dal fatto che nel progetto CET erano previsti agglomerati residenziali ad alta intensità, in aperta campagna, senza che esistessero per i futuri quartieri collegamenti stradali appropriati, acquedotti, zone verdi, ecc. Mentre l’espansione verso sud, quella prevista e votata dalla giunta Cioccetti, garantiva parte di quei servizi, in quanto l’EUR era ormai una città, con un gran numero di abitazioni, alberghi, sedi ministeriali, impianti sportivi, centri commerciali, due arterie stradali e una linea metropolitana che la collegavano al centro cittadino e a Ostia.
Il progetto del CET proponeva di trasformare in quartieri residenziali oltre una trentina di tenute agricole, in gran parte di proprietà di grandi famiglie terriere (Vaselli, Micara, Gerini e altri). Ottocento ettari di terreno che si prestavano a una speculazione esagerata, se si pensa che il valore del terreno agricolo era di circa 300-400 lire al metro quadro, mentre quello destinato all’edilizia superava le 10.000 lire. Di contro, all’EUR i terreni già lottizzati per le costruzioni residenziali avevano un valore che in partenza si aggirava attorno alle 4 mila lire al metro quadro. Era evidente che all’EUR, che nel 1959 risultava in gran parte edificata, la speculazione non poteva raggiungere le dimensioni astronomiche di quella che si sarebbe verificata nelle zone agricole.

### Le opere durante le Olimpiadi del 1960
La Città dei Diecimila, come fu chiamata all’origine l’attuale Villaggio Olimpico, fu edificata in poco meno di 2 anni. La giunta capitolina volle realizzare una struttura che desse risposte, immediatamente dopo i Giochi, alla fame di case che Roma aveva nel periodo del cosiddetto boom economico degli anni ’60. Per far posto alle nuove abitazioni destinate agli atleti, fu necessaria, oltre allo sgombero della baraccopoli, anche la demolizione di alcune strutture sportive preesistenti, come l’ippodromo di Villa Glori e il Cinodromo della Rondinella.
Furono trentacinque le imprese edilizie che parteciparono alla realizzazione dell’opera, costruita tenendo conto dei principali standard di qualità, che in quegli anni erano in larga parte disattesi. Illustri le firme dei progettisti: gli architetti Vittorio Cafiero, Adalberto Libera, Amedeo Luccichenti, Vincenzo Monaco e Luigi Moretti. Saggia e ancor oggi attuale fu la concezione dell’opera urbanistica, considerato che essa fu assolutamente rispettosa dell’ambiente (furono piantumati 800 alberi di alto fusto e 8000 tra arbusti e cespugli) in un contesto in cui spiccava la presenza di Villa Glori, del Tevere e delle alture dei Parioli.
Anche dal punto di vista viario, le Olimpiadi furono un'occasione per rendere meno radiocentrica la rete stradale della città, creando una via a scorrimento veloce quale la via Olimpica che doveva collegare il versante occidentale con la zona dell’EUR, passando per la cosiddetta Valle dell’Inferno, villa Doria Pamphilj (il cui parco allora venne diviso in due dalla strada), Monteverde e Ponte Marconi realizzato per l’occasione e collegato alla Cristoforo Colombo.
L'asse rappresentato dalla via Olimpica ricomprendeva diversi tratti già esistenti e altri completamenti nuovi. La strada che collegava la via Salaria con l’area del Foro Italico, con l’omonima via e via dello Stadio Olimpico attraversando Monte Antenne, Tor di Quinto, Ponte Milvio e le colline della Farnesina, sarebbe stato il primo tratto della futura Tangenziale Est, un'autostrada urbana che in base agli studi dell'USNPR avrebbe dovuto proseguire fino a Porta San Giovanni e che fu realizzata, sia pure senza il tratto finale e con numerose e pesanti modifiche rispetto alle previsioni originarie, tra il 1965 e il 1990.

### Bilancio di tre anni di governo della città
Nei tre anni e mezzo di Giunta Cioccetti, furono progettati e realizzati a tempo di record una moltitudine di altri lavori. Tra i più significativi, vale la pena ricordare i sottovia veicolari sul Lungotevere, quelli di Piazza della Libertà, Porta Pinciana, Arnaldo da Brescia, di Lungotevere Mellini, e il sottovia all’incrocio tra via Cristoforo Colombo e via Marco Polo. La via del Muro Torto fu liberata dalla sede tranviaria e adattata alle due carreggiate diventando una strada a transito veloce.
Anche gli interventi per la gestione e l’approvvigionamento delle risorse idriche ebbero un impulso notevole tenuto conto dell’aumento della popolazione di Roma. Famosa è la costruzione, presso Monte Mario, del centro idrico con vasche cisterna che alimentavano i serbatoi di nuova costruzione di “Madonna del Rosario” sulla panoramica, e il nuovo e gigantesco palazzo del Piezometro di piazza Rosolino Pio.
Un’altra innovazione realizzata dalla giunta Cioccetti fu la prima meccanizzazione dell’Anagrafe. Attraverso un sistema complesso di telescriventi, si consentì il dialogo tra le singole circoscrizioni, per la trasmissione dei dati in tempo reale tra i loro uffici e il sistema centrale. Le schede di famiglia vennero archiviate per la prima volta in Italia nei “rotoscar”, in modo pratico, veloce e sicuro.
Nel settore scolastico fu ampliato il numero degli edifici. L’amministrazione Cioccetti detiene in questo settore un vero record: solo nell’anno 1959 furono costruiti ben 27 complessi scolastici contro i 7 del 1956 e i 4 dell’anno successivo, e quintuplicata la disponibilità di aule. Alcuni degli edifici, ancora tutti esistenti, erano di notevoli dimensioni come la scuola di via Achille Papa, via Selinunte, via Casal Bruciato, la scuola media Tiziano al Villaggio Olimpico, la scuola materna di Villa Chigi, l’Istituto Chiodi alla Balduina.

### L'effimero secondo mandato e il ritiro dalla vita politica

Urbano Cioccetti riceve nel suo studio il senatore Ted Kennedy

A seguito delle elezioni comunali del 6-7 novembre 1960, Cioccetti fu rieletto Sindaco con i voti della DC e del PLI e l'astensione dei consiglieri del PRI e del PSDI, e non gli fu assicurata la maggioranza assoluta del consiglio comunale. Trattandosi di una giunta Dc-PLI minoritaria, essa era destinata a cadere in occasione del voto sulla proposta di bilancio, previsto in primavera, per il quale era necessaria la maggioranza assoluta dell'aula capitolina. Il secondo mandato di Cioccetti durò così pochi mesi, e fu agitato: la scoperta che alcuni appalti di manutenzione stradale per una somma considerevole erano stati affidati, a trattativa privata, alle ditte controllate dal segretario regionale della DC fece gridare allo scandalo. Il 29 aprile 1961, Cioccetti rassegnò le dimissioni da Sindaco e abbandonò ogni attività politica.
Quando Urbano Cioccetti si dimise da Sindaco di Roma, nell’aprile del 1961, era ancora l’uomo politico più in vista della DC romana dopo Giulio Andreotti. Ma a impedigli la scalata verso politica nazionale era la sua opposizione al nascente centrosinistra. L’ex Sindaco di Roma non si ritirò dalla politica come venne scritto da più parti: rimase iscritto alla Democrazia Cristiana, continuò a seguire dibattiti e convegni, fu membro della Consulta del partito per i problemi previdenziali, ma non assunse più ruoli dirigenziali.
Successivamente al suo ritiro, Cioccetti ricoprì l'incarico di presidente dell'ENPDEP, (Ente di previdenza dei dipendenti di enti di diritto pubblico) ed ebbe significativi incarichi collegati con il Vaticano. Fu presidente dell'Ospedale pediatrico Bambino Gesù, della Peregrinatio ad Petri Sedem e del Circolo San Pietro, di cui celebrò il centenario.
Nel ruolo di Commissario Unico dell’Ospedale Bambino Gesù Urbano Cioccetti operò, come aveva fatto per l’ONMI, sia sul versante del bilancio che sull’ammodernamento delle strutture, aprendo nuove aree, come l’innovativo reparto operatorio, e aumentando considerevolmente il numero dei posti letto. L’Ospedale diventò il punto di riferimento per le patologie infantili per tutto il centro sud italiano. Nella gestione della complessa macchina ospedaliera del “Bambino Gesù”, Urbano Cioccetti non percepirà alcun compenso fisso.
Morì il 9 maggio 1978 apprendendo dal telegiornale la notizia del ritrovamento del cadavere di Aldo Moro.